# Carin Gerhardsen
Carin Gerhardsen (ur. 6 grudnia 1962 w Katrineholmie) – szwedzka pisarka, autorka powieści kryminalnych.

## Życiorys
Odebrała wykształcenie matematyczne. Początkowo pracowała jako konsultant w branży IT. Potem oddała się całkowicie pisarstwu. Jej wiedza matematyczna jest wykorzystywana w pisanych powieściach, zawierających bardzo logiczne rozwinięcie intryg. Najpopularniejszą serią jej książek jest cykl z inspektorem Connym Sjöbergiem oraz jego zespołem, który rozwiązuje najczęściej okrutne i brutalne morderstwa dokonywane w okolicach Sztokholmu. W 2012 jej pierwsza powieść została wydana w USA i w Polsce. Mieszka w Östermalmie, w Sztokholmie wraz z mężem i dziećmi.